# شيبا كاين
شّيبا كاين-دونو (باليابانية: 志波海燕، بالروماجي: Shiba Kaien) هو شخصية خيالية  أنمي من سلسلة مانغا بليتش (Bleach) من تأليف تيتي كوبو. كان شينيغامي (إله موت) يشغل رتبة نائب قائد الفرقة الثالثة عشرة في مجتمع الأرواح، وكان يعمل تحت إمرة القائد يوكيتاكي جوشيرو.

## الخلفية والشخصية
كاين كان شخصية محبوبة داخل الفرقة، ولا سيما من طرف كوتشيكي روكيا التي كانت منضمة حديثًا للفرقة آن ذاك, وقد تميز بروحه المرحة وطبيعته القيادية واهتمامه العميق بأعضاء فرقته. كانت كوتشيكي روكيا تكنّ له احترامًا كبيرًا وتعتبره مصدرًا للراحة والدعم، لا سيما بعد انضمامها الجديد إلى الفرقة. تميز كاين أيضًا بروح الفريق وشجاعته في القتال، كما كان يعتبر أن القائد والجنود أسرة واحدة لا يجب أن يؤذي أحدهم الآخر. كان كاين متزوجًا من شينيغامي تدعى ميوري، والتي كانت بدورها قدوة لروكيا. إلا أن ميوري قُتلت في إحدى المهام على يد هولو (روح شريرة) يمتلك قدرة على التحكم في الجثث بعد قتل أصحابها، ما جعلها تهاجم وتقتل زملاءها في الفريق.
استطاع الهولو السيطرة على كاين-دونو وهاجم بجسده كوتشيكي روكيا التي هربت بدورها، فاستمر الهولو بمطاردتها إلى أن قتلت كاين-دونو للدفاع عن نفسها. أرسلت روكيا جثته لأخوانه شيبا كوكاكو وشيبا غانجو، وكانت آخر كلماته شكر لروكيا على قتله، فهو يفضل الموت على أن يؤذي أحد أفراد فرقته.
يعتقد الكثيرون أن كورساكي أتشيغو يشبه كاين إلى حد كبير كما لو أنه شقيق أتشيغو الضائع، وأن كلًا من بياكويا ويوكاتاكي عندما قابلا أتشيغو لاحظا الشبه الكبير بينه وبين كاين. يمكننا القول أن الاختلاف الوحيد بين أتشيغو وكاين هو لون الشعر.
شّيپّا كاين-دونو من شخصيات أنمي ومانغا بليتش. 
لاحظ العديد من الشخصيات في السلسلة – ومنهم القائد يوكيتاكي والقائد بياكويا – التشابه اللافت بين كاين شيبا وكوروساكي إيتشيغو، بطل القصة. من حيث الملامح والشخصية، بدا كأن إيتشيغو هو صورة مطابقة لكاين، باستثناء لون الشعر.

## وفاته
في مهمة لاحقة لتعقب هذا الهولو، تمكّن الأخير من السيطرة على جسد كاين، ليهاجم بذلك روكيا. حاولت روكيا الهروب، لكنه استمر في ملاحقتها تحت سيطرة الهولو. اضطرّت روكيا في النهاية إلى قتله دفاعًا عن نفسها. قبل وفاته، استعاد كاين وعيه للحظات، وشكر روكيا على إنهاء حياته حتى لا يؤذي أحدًا من أفراد فرقته، مُظهرًا إخلاصه الكامل لفريقه حتى آخر لحظة.
روكيا قامت لاحقًا بإرسال جثمانه إلى عائلته، حيث تسكن أسرته المعروفة، عائلة شيبا، بما في ذلك شقيقته شيبا كوكاكو وشقيقه شيبا غانجو.

## القدرات القتالية وزانباكتو
كاين شيبا كان أحد أقوى نوّاب القادة في مجتمع الأرواح، وتميّز بقدرات قتالية عالية ومهارات قيادة بارزة. كان مقاتلًا بارعًا بالسيف ومتمكنًا من استخدام الزانباكتو خاصته، واسمه:
نيجيبان (Nejibana، 旋花)
وهو زانباكتو من نوع مائي. في شكله المفعل "شيكاي" (Shikai)، يتحول نيجيبان إلى رمح ثلاثي الشُّعَب يُشبه الرمح الحلزوني. لتفعيله، يقول كاين:
"تموّجي، يا نيجيبان!" (Nami uchi, Nejibana!)
في هذا الشكل، يستطيع كاين التحكم بالماء وخلق تيارات مائية قوية يوجهها نحو خصومه، مما يجعل هجماته فعّالة في القتال متوسط إلى بعيد المدى. يجمع أسلوبه القتالي بين السرعة والدقة والسيطرة التكتيكية على ساحة المعركة.
ورغم أن قوة "الشيكاي" لديه كانت ملحوظة، فإن الزانباكتو خاصته لم يُكشف عن شكله النهائي (بانكاي)، إما لأنه لم يكن قد أتقنه أو لأن موته جاء قبل ظهوره في القصة.
كاين لم يُعرف عنه استخدام تقنيات الكيدو (السحر الروحي) بشكل موسع، حيث كان يعتمد أساسًا على السيف والتكتيك والروح القتالية العالية.
مراجع